# Myrhessus afghanus
Myrhessus afghanus är en skalbaggsart som beskrevs av Vladimir Balthasar 1939. Myrhessus afghanus ingår i släktet Myrhessus och familjen Aphodiidae. Inga underarter finns listade i Catalogue of Life.